# Cuspidaria buccina
Cuspidaria buccina is een tweekleppigensoort uit de familie van de Cuspidariidae. De wetenschappelijke naam van de soort is voor het eerst geldig gepubliceerd in 1989 door F. R. Bernard.